# Cannock Wood
Cannock Wood – wieś w Anglii, w hrabstwie Staffordshire, w dystrykcie Cannock Chase. Leży 17 km na południowy wschód od miasta Stafford i 182 km na północny zachód od Londynu.